# Bolsa de Vilna
Nasdaq OMX Vilnius es una bolsa de valores fundada en 1993 como bolsa de Vilnius (en inglés: Vilnius Stock Exchange, VSE) operando en Vilnius, Lituania. Es propiedad de OMX, que opera también la bolsa de Helsinki y la bolsa de Estocolmo.
VSE, conjuntamente con la bolsa de Riga y la bolsa de Tallin es parte del mercado báltico conjunto que fue establecido para minimizar las barreras de inversión entre los mercados de Estonia, Letonia y Lituania. Tiene un horario de sesiones de premercado de 08:45am a 10:00 a. m., un horario normal de sesiones de negociación de 10:00am a 04:00pm y un horario de sesiones de posmercado de 04:00pm a 04:30pm.
A 23 de diciembre de 2009, la capitalización de mercado de la bolsa de Vilnius en acciones era de 1.800 millones de euros, y de 1.100 millones de euros en bonos listados.

## Empresas
| Empresas                         | Ticker | P/E   | Volumen entre En-Oct 2010, EUR | Capitalización de mercado 31 Oct 2010, EUR |
| Įmonių grupė ALITA               | AGP1L  | neg.  | 70,163                         | 4,325,355                                  |
| Alita                            | ALT1L  | neg.  | 86,498                         | 3,496,711                                  |
| Anykščių vynas                   | ANK1L  | neg.  | 73,674                         | 5,117,294                                  |
| Apranga                          | APG1L  | neg.  | 11,433,422                     | 89,676,488                                 |
| Bankas Snoras                    | SRS1L  | neg.  | 6,615,305                      | 184,039,309                                |
| Bankas Snoras                    | SRS2L  | n/a   | 285,937                        | 4,749,768                                  |
| City Service                     | CTS1L  | 18.6  | 14,502,886                     | 86,513,699                                 |
| Dvarčionių keramika              | DKR1L  | neg.  | 4,259                          | 4,590,111                                  |
| Grigiškės                        | GRG1L  | 29    | 3,041,366                      | 46,918,443                                 |
| Gubernija                        | GUB1L  | neg.  | 60,172                         | 3,199,009                                  |
| Invalda                          | IVL1L  | neg.  | 4,955,506                      | 94,258,711                                 |
| Kauno energija                   | KNR1L  | 20.3  | 48,000                         | 14,098,038                                 |
| Klaipėdos baldai                 | KBL1L  | 4.2   | 155,132                        | 8,277,946                                  |
| Klaipėdos nafta                  | KNF1L  | 10.7  | 4,531,154                      | 192,157,091                                |
| Lietuvos dujos                   | LDJ1L  | 11    | 4,336,191                      | 311,100,066                                |
| Lietuvos elektrinė               | LEL1L  | 9     | 211,130                        | 181,575,233                                |
| Lietuvos energija                | LEN1L  | 70.6  | 1,536,088                      | 693,527,134                                |
| Lietuvos jūrų laivininkystė      | LJL1L  | neg.  | 2,556,926                      | 17,455,511                                 |
| Lifosa                           | LFO1L  | neg.  | 7,342,318                      | 292,222,856                                |
| Limarko laivininkystės kompanija | LLK1L  | neg.  | 1,091,543                      | 17,059,804                                 |
| Linas                            | LNS1L  | n/a   | 614,502                        | 2,645,626                                  |
| Linas Agro Group                 | LNA1L  | n/a   | 10,722,344                     | 87,461,410                                 |
| Panevėžio statybos trestas       | PTR1L  | neg.  | 6,122,845                      | 25,617,904                                 |
| Pieno žvaigždės                  | PZV1L  | 11.7  | 3,082,852                      | 79,279,254                                 |
| Rokiškio sūris                   | RSU1L  | 9.1   | 3,724,010                      | 58,678,346                                 |
| Rytų skirstomieji tinklai        | RST1L  | neg.  | 5,268,858                      | 328,003,565                                |
| Sanitas                          | SAN1L  | 21.8  | 3,127,748                      | 179,096,876                                |
| Šiaulių bankas                   | SAB1L  | neg.  | 3,414,311                      | 67,043,852                                 |
| Snaigė                           | SNG1L  | neg.  | 8,017,242                      | 8,990,695                                  |
| Stumbras                         | STU1L  | 8.7   | 1,208,724                      | 54,680,260                                 |
| TEO LT                           | TEO1L  | 10.5  | 35,463,671                     | 524,207,839                                |
| Ūkio bankas                      | UKB1L  | neg.  | 25,654,257                     | 79,739,018                                 |
| Utenos trikotažas                | UTR1L  | neg.  | 216,111                        | 7,582,676                                  |
| Vilkiškių pieninė                | VLP1L  | 6     | 1,331,648                      | 14,458,335                                 |
| Vilniaus baldai                  | VBL1L  | 3.7   | 810,297                        | 34,767,953                                 |
| Vilniaus degtinė                 | VDG1L  | 43.7  | 41,405                         | 10,886,522                                 |
| Vakarų skirstomieji tinklai      | VST1L  | 216.8 | 108,636                        | 247,665,531                                |
| Žemaitijos pienas                | ZMP1L  | 5.1   | 2,743,477                      | 26,759,804                                 |